# Léopold Sée
Pour les articles homonymes, voir Sée (homonymie).
Léopold Sée, né le 4 mai 1822 à Bergheim et mort le 17 mars 1904 à Paris 17e, est un général de division d'infanterie, grand officier de la Légion d’honneur.

## Historique
Issu d'une famille juive d'Alsace, Sée s'engage comme élève de l'école spéciale militaire de Saint-Cyr en 1840 et sort en 1842 avec la promotion des Cendres.
Sée sert d'abord en Algérie, avant de participer à la guerre de Crimée en 1854 et 1855 comme capitaine, où il est le premier à monter à l'assaut de Malakoff et où il est blessé.
En 1858, il est chef de bataillon aux grenadiers à cheval de la Garde impériale. L'année d'après, il participe à la bataille de Magenta. 
Promu lieutenant-colonel, il fait partie en 1867 du corps d'occupation des États pontificaux. En 1868, il est nommé colonel commandant le 65e régiment d'infanterie de Ligne (Valenciennes) et il combat à Gravelotte à la bataille de Saint-Privat. Il est blessé et fait prisonnier. 
Après la libération, il est nommé général de brigade puis de division en 1880. Il est le premier Juif ayant obtenu, en France ce grade. Il est créé Grand Officer de la Légion d'honneur en 1885. Il prend sa retraite à Paris en 1889.

### Vie familiale
- Il est le fils de Israel Gabriel Sée (1770-1851) et de Cécile Lévy (1789-?) ;
- Il épouse en 1869 Frédérique Ellissen (1839-1928), dont :
  - Cécile (1870-1965)
  - Jeanette Alice Hélène (1872-?)
  - Fernand (1873-?), colonel
  - Pierre André Raymond (1876-1918), chef d'escadron
- Son frère Jacques Sée (°1824) est capitaine d’infanterie, ses cousins Léon (°1825), chef de bataillon, Michel (°1830), sous-lieutenant, et Achille (°1842), lieutenant; ils participeront tous à la guerre de 1870-1871.